# Square Max-Hymans
Le square Max-Hymans est une voie située dans le quartier Necker du 15e arrondissement de Paris.

## Situation et accès
Le square Max-Hymans débute 25 boulevard de Vaugirard et se termine 87 boulevard Pasteur. Il s'agit d'une voie privée intérieure.
Il est desservi par la station de métro Montparnasse - Bienvenüe.

## Origine du nom
Il porte le nom de l’homme politique et PDG d'Air France Max Hymans (1900-1961), (l'ancien siège de la compagnie se trouvait dans le quartier).

## Historique
Créé en 1965 pendant l'aménagement du secteur I de l'opération Maine-Montparnasse, le square porte initialement et provisoirement le nom de « voie T/15 ». Un décret préfectoral du 26 mai 1965 lui donne son nom actuel.

## Bâtiments remarquables et lieux de mémoire
- No 4 : siège de la DGEFP depuis 1997[3].